# Saint-Paul-d'Espis
 Saint-Paul-d'Espis  es una comuna y población de Francia, en la región de Mediodía-Pirineos, departamento de Tarn y Garona, en el distrito de Castelsarrasin y cantón de Moissac 1.
Su población en el censo de 1999 era de 633 habitantes.
Está integrada en la Communauté de communes des Deux Rives .

## Demografía
| 713 | 688 | 573 | 623 | 645 | 633 |
| Para los censos de 1962 a 1999 la población legal corresponde a la población sin duplicidades (Fuente: INSEE [Consultar]) |     |     |     |     |     |